# Tachina nitida
Tachina nitida là một loài ruồi trong họ Tachinidae.